# Mistrzostwa Świata Juniorów w Narciarstwie Klasycznym 2001
Mistrzostwa Świata Juniorów w Narciarstwie Klasycznym 2001 – zawody sportowe, które odbyły się w dniach 30 stycznia–4 lutego 2001 r. w Polsce – Karpaczu (skoki na obiekcie Orlinek) i Szklarskiej Porębie (biegi w Jakuszycach). Były to pierwsze mistrzostwa świata juniorów w narciarstwie klasycznym zorganizowane w Polsce. Podczas mistrzostw zawodnicy rywalizowali w 11 konkurencjach, w trzech dyscyplinach klasycznych: skokach narciarskich, kombinacji norweskiej oraz w biegach narciarskich. W tabeli medalowej zwyciężyła reprezentacja Finlandii, której zawodnicy zdobyli też najwięcej medali: 6 złotych, 5 srebrnych i 2 brązowe medale.

## Program
30 stycznia
- Biegi narciarskie - 15 kilometrów (K), 30 kilometrów (M)

31 stycznia
- Kombinacja norweska - skocznia normalna, 5 kilometrów drużynowo (M)

1 lutego
- Biegi narciarskie - 5 kilometrów (K), 10 kilometrów (M)
- Skoki narciarskie - skocznia normalna drużynowo (M)

2 lutego
- Kombinacja norweska - skocznia normalna, 10 kilometrów indywidualnie (M)

3 lutego
- Skoki narciarskie - skocznia normalna indywidualnie (M)
- Biegi narciarskie - sprint (M/K)
- Kombinacja norweska - skocznia normalna, 5 kilometrów indywidualnie (M)

4 lutego
- Biegi narciarskie - sztafeta 4x5 kilometrów (K), 4x10 kilometrów (M)

## Medaliści

### Biegi narciarskie - juniorzy
Mężczyźni
| Konkurencja                      | Data             | Złoto                                                                               | Srebro                                                                   | Brąz                                                                                   |
| -------------------------------- | ---------------- | ----------------------------------------------------------------------------------- | ------------------------------------------------------------------------ | -------------------------------------------------------------------------------------- |
| Sprint techniką dowolną          | 3 lutego 2001    | Johannes Bredl                                                                      | John Kristian Dahl                                                       | Fredrik Byström                                                                        |
| Bieg na 30 km techniką dowolną   | 30 stycznia 2001 | Sami Jauhojärvi                                                                     | Aleksiej Trusow                                                          | Benoît Chauvet                                                                         |
| Bieg na 10 km techniką klasyczną | 1 lutego 2001    | Kristian Horntvedt                                                                  | Pawieł Troszkin                                                          | Sami Jauhojärvi                                                                        |
| Bieg sztafetowy 4x10 km          | 4 lutego 2001    | Rosja Nikołaj Pankratow · Pawieł Troszkin · Aleksiej Trusow · Jewgienij Diemientjew | Finlandia Johan Enlund · Sami Jauhojärvi · Jussi Ylimäki · Mikko Auvinen | Norwegia Roger Aa Djupvik · John Kristian Dahl · Øystein Solbjørg · Kristian Horntvedt |

Kobiety
| Konkurencja                     | Data             | Złoto                                                                               | Srebro                                                                  | Brąz                                                                      |
| ------------------------------- | ---------------- | ----------------------------------------------------------------------------------- | ----------------------------------------------------------------------- | ------------------------------------------------------------------------- |
| Sprint techniką dowolną         | 3 lutego 2001    | Pirjo Manninen                                                                      | Ingrid Narum                                                            | Kirsi Perälä                                                              |
| Bieg na 15 km technika dowolną  | 30 stycznia 2001 | Pirjo Manninen                                                                      | Lina Andersson                                                          | Seraina Mischol                                                           |
| Bieg na 5 km techniką klasyczną | 1 lutego 2001    | Lina Andersson                                                                      | Pirjo Manninen                                                          | Carin Holmberg                                                            |
| Bieg sztafetowy 4x5 km          | 4 lutego 2001    | Finlandia Mona-Liisa Malvalehto · Heidi Sundberg · Riikka Sarasoja · Pirjo Manninen | Niemcy Verena Kleine · Kathrin Höfler · Anja Krellner · Stefanie Böhler | Szwecja Lina Andersson · Carin Holmberg · Maria Rydqvist · Hanna Forsberg |

### Skoki narciarskie
Mężczyźni
| Konkurencja                       | Data          | Złoto                                                                               | Srebro                                                                       | Brąz                                                                                   |
| --------------------------------- | ------------- | ----------------------------------------------------------------------------------- | ---------------------------------------------------------------------------- | -------------------------------------------------------------------------------------- |
| Skocznia normalna - indywidualnie | 3 lutego 2001 | Veli-Matti Lindström                                                                | Manuel Fettner                                                               | Florian Liegl Stefan Kaiser                                                            |
| Skocznia normalna - drużynowo     | 1 lutego 2001 | Finlandia Kimmo Yliriesto · Janne Happonen · Akseli Kokkonen · Veli-Matti Lindström | Austria Florian Liegl · Manuel Fettner · Balthasar Schneider · Stefan Kaiser | Niemcy Jörg Ritzerfeld · Florian Krumbacher · Markus Winterhalter · Maximilian Mechler |

### Kombinacja norweska
Mężczyźni
| Konkurencja                                      | Data             | Złoto                                                                    | Srebro                                                                    | Brąz                                                                     |
| ------------------------------------------------ | ---------------- | ------------------------------------------------------------------------ | ------------------------------------------------------------------------- | ------------------------------------------------------------------------ |
| Skocznia normalna, bieg na 5 km - indywidualnie  | 31 stycznia 2001 | David Kreiner                                                            | Jaakko Tallus                                                             | Norihito Kobayashi                                                       |
| Skocznia normalna, bieg na 10 km - indywidualnie | 3 lutego 2001    | Norihito Kobayashi                                                       | Jaakko Tallus                                                             | David Kreiner                                                            |
| Skocznia normalna, bieg na 4x5 km - drużynowo    | 2 lutego 2001    | Niemcy Matthias Mehringer · Marc Frey · Björn Kircheisen · Matthias Menz | Finlandia Ville Suikkanen · Petter Kukkonen · Jaakko Tallus · Jari Hiukka | Słowenia Gregor Verbajs · Andrej Jezeršek · Anže Brankovič · Marko Šimič |

## Tabela medalowa
| Klasyfikacja medalowa | Klasyfikacja medalowa | Klasyfikacja medalowa | Klasyfikacja medalowa | Klasyfikacja medalowa | Klasyfikacja medalowa |
| Lp.                   | Państwo               | złoto                 | srebro                | brąz                  | złoto · srebro · brąz |
| --------------------- | --------------------- | --------------------- | --------------------- | --------------------- | --------------------- |
| 1.                    | Finlandia             | 6                     | 5                     | 2                     | 13                    |
| 2.                    | Niemcy                | 2                     | 1                     | 1                     | 4                     |
| 3.                    | Austria               | 1                     | 2                     | 3                     | 6                     |
| 4.                    | Norwegia              | 1                     | 2                     | 1                     | 4                     |
| 5.                    | Rosja                 | 1                     | 2                     | 0                     | 3                     |
| 6.                    | Szwecja               | 1                     | 1                     | 3                     | 5                     |
| 7.                    | Japonia               | 1                     | 0                     | 1                     | 2                     |
| 8.                    | Francja               | 0                     | 0                     | 1                     | 1                     |
| 8.                    | Szwajcaria            | 0                     | 0                     | 1                     | 1                     |
| 8.                    | Słowenia              | 0                     | 0                     | 1                     | 1                     |